# Còlit de Xipre
El còlit de Xipre (Oenanthe cypriaca) és una espècie d'ocell de la família dels muscicàpids (Muscicapidae) que habita zones pedregoses i terres de conreu de Xipre.

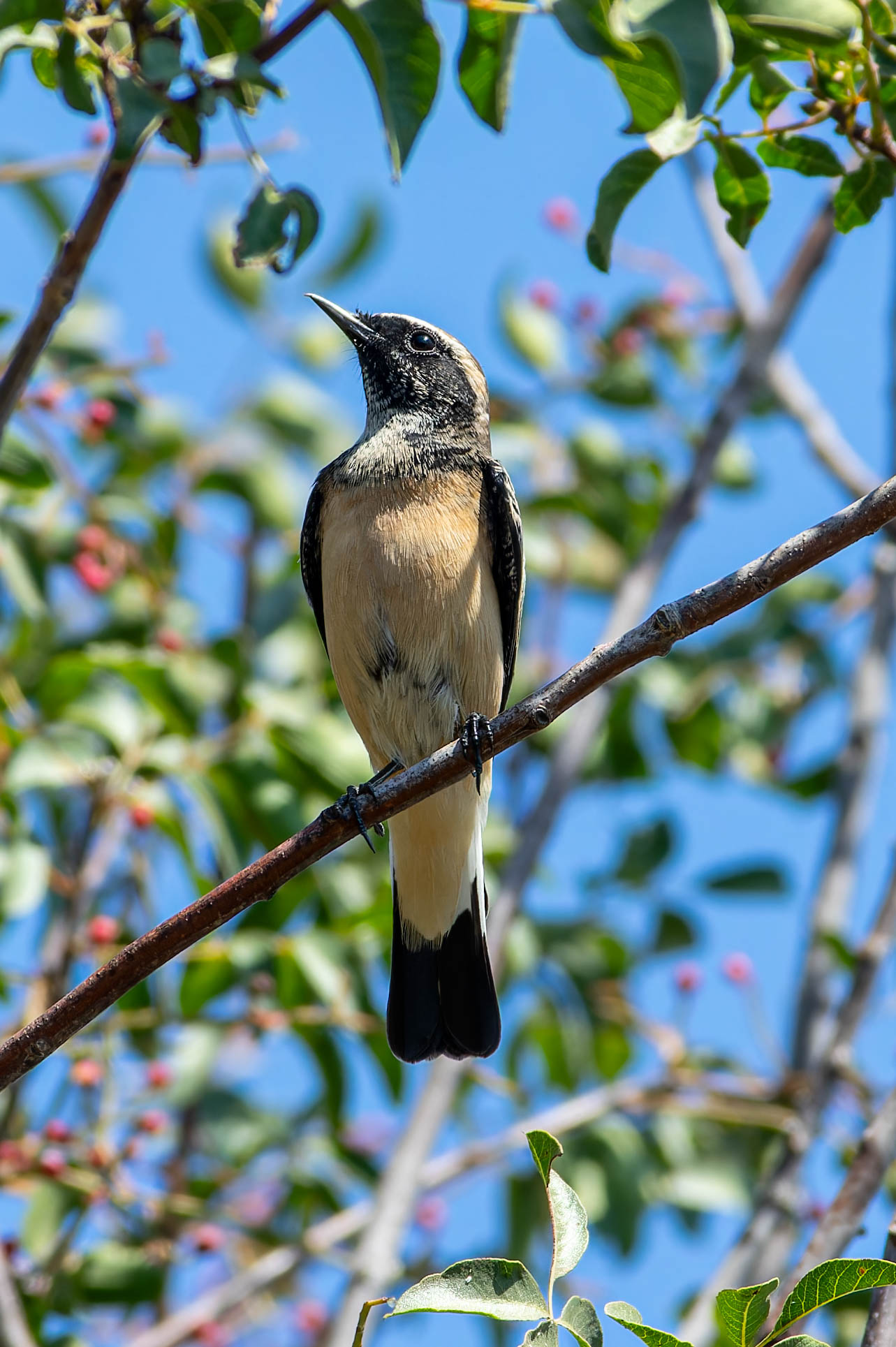
Oenanthe cypriaca, Akamas, Cyprus